# Иванов, Алексей Петрович (учёный)
Алексей Петрович Иванов  (1885—1957) — специалист в области электровакуумных приборов, доктор технических наук, профессор, зав. кафедры электронных приборов МЭИ (1932—1952), один из создателей электровакуумной промышленности СССР. Заслуженный деятель науки и техники РСФСР.

## Биография
Родился в 1885 году в семье механика текстильной фабрики.
В 1904 году окончил реальное училище в городе Иваново-Вознесенске. В 1906—1907 годах Алексей Петрович, не состоя в партии, участвовал в работе местной организации Российской социал-демократической рабочей партии большевиков РСДРП(б). В 1913 году Алексей Петрович окончил Московское высшее техническое училище им. Н. Э. Баумана (ныне Московский государственный технический университет имени Н. Э. Баумана), получил звание инженера-механика. Был оставлен в училище для работы ассистентом кафедры основ электротехники.
С 1914 по 1918 год работал заведующим производством ламп накаливания. В 1918 году был направлен в Петроград для восстановления электролампового завода «Светлана», где пять лет работал директором завода. За успешную работу был в 1921 году награждён Петроградским Советом рабочих, крестьянских и красноармейских депутатов и Петроградским губернским Советом профсоюзов почётной грамотой и званием «Герой Труда».
С 1920 по 1924 год А. П. Иванов преподавал в петроградском Политехническом институте, в 1923 году опубликовал книгу «Электрические лампы и их изготовление». В 1924 году Алексей Петрович вернулся в Москву и устроился работать заместителем директора, заведующим лаборатории промышленного объединения «Московские объединенные фабрики электроламп».
В 1924—1926 года был доцентом в Московском государственном университете и на электропромышленном факультете Института народного хозяйства им. Г. В. Плеханова.
В 1928—1929 годах был в командировке в Германии, Голландии, Франции и Австрии, овладел немецким, французским и английским языками, что позволяло знакомиться с зарубежным электровакуумным производством.
С 1930 года работал в Московском энергетическом институте, где создал специальность и кафедру электровакуумной техники (ЭВТ). В дальнейшем она называлась кафедрой радиотехнической электроники (РТЭ), а с 1954 года — кафедрой электронных приборов (ЭП) МЭИ.
В 1933 году получил учёное звание профессора. Учёная степень доктора технических наук была ему присуждена Высшей аттестационной комиссией СССР в 1938 году за научные заслуги без защиты докторской диссертации. В 1946 году А. П. Иванову было присвоено звание «Заслуженный деятель науки и техники РСФСР».
Учениками А. П. Иванова в своё время были профессор кафедры физики МЭИ Николай Гаврилович Сушкин, окончивший в 1940 году аспирантуру под руководством А. П. Иванова, доктор технических наук, профессор, лауреат Ленинской и Государственной премии СССР Михаил Иванович Меньшиков.
В 1941—1942 годах А. П. Иванов находился в эвакуации в г. Лениногорске Восточно-Казахстанской области.
Скончался 18 марта 1957 года в возрасте 72 лет. Похоронен на Пятницком кладбище.

## Труды
- «Электрические лампы и их изготовление» (1923).
- «Электрические источники света»

## Награды и звания
- «Заслуженный деятель науки и техники РСФСР» (1946)
- «Герой Труда» (1921)
- Орден Ленина
- Орден «Знак Почета» (13.12.1940) — «в ознаменование 35-летия Московского энергетического института им. В. М. Молотова, за выдающиеся заслуги в деле выращивания и воспитания энергетических кадров для народного хозяйства»
- Медаль «За доблестный труд в Великой Отечественной войне 1941—1945 гг.»